# Ханос (рыба)
Ханос или молочная рыба (лат. Chanos chanos) — вид лучепёрых рыб отряда гоноринхообразных (Gonorynchiformes), единственный современный вид в семействе молочных рыб или хановых (Chanidae) и рода Chanos. Ценная промысловая рыба и объект аквакультуры в Азии.

## Внешний вид
Максимальная длина тела 1,8 м, обычно до 1 м; масса тела — до 14 кг; продолжительность жизни — до 15 лет.
Тело обтекаемой формы, веретенообразное, удлинённое, сжатое с боков. Покрыто мелкой, гладкой, циклоидной чешуёй. Голова без чешуи, а основания спинного и анального плавника покрыты чешуёй. Рот маленький, конечный; зубы на челюстях отсутствуют.
В высоком спинном плавнике 2 колючих и 10—17 мягких лучей. Когда эти рыбы плывут прямо под поверхностью воды и виден их спинной плавник, туристы нередко путают их с акулами. В коротком анальном плавнике 2 колючих и 8—11 мягких лучей. Хвостовой плавник длинный, сильно выемчатый. Грудные плавники расположены у головы ближе к брюху, а брюшные — посередине брюха. У основания непарных плавников есть чешуйчатые лопастинки. Две подобные лопастинки имеются у основания хвостового плавника.
Глаза частично закрывает полупрозрачная перепонка (жировое веко).
В задней части глотки имеется двойной дивертикул (наджаберный орган), в который проникают увеличенные жаберные тычинки, разделяя его на две части, одна из которых сообщается с ротовой полостью, а другая — с жаберной полостью. Жаберные тычинки задерживают частицы планктона, которые затем скрепляются слизью и проталкиваются в пищевод.
Верхнечелюстная кость короткая, не доходит до середины глаза. На симфизе нижней челюсти небольшой бугорок.
Верхняя часть тела оливково-зелёная или голубая, бока серебристые, а брюхо белое. Спинной, анальный и хвостовой плавники бледно-жёлтые с тёмными краями.
Их пищу составляют водоросли и беспозвоночные.

## Распространение
Ханосы обитают в косяках вблизи берегов в Индийском и Тихом океане. Часто их можно встретить в солоноватой воде и в устьях рек.

## Размножение
Половой зрелости достигают при длине тела 1—1,1 м в возрасте 4—5 лет. Нерестятся в морской воде вблизи коралловых рифов или у небольших островов над глубинами от 2 до 40 м. В прибрежных водах Индонезии и Индии пики нереста два раза в год в марте—июне и августе—декабре. В тропических водах (Тайвань, Вьетнам, Филиппины, Таиланд) нерест растянут и продолжается на протяжении почти круглого года с февраля по декабрь.
Икрометание обычно происходит вблизи берега во время новолуния или полнолуния. Пелагическая икра сферической формы, диаметром 1,1—1,25 мм, с гладкой прозрачной оболочкой. Перивиттелиновое пространство узкое, желток гранулированный желтоватого цвета, жировая капля отсутствует. Эмбриональное развитие при 26—32°С продолжается 25—35 часов.
Продолговатые мальки от двух до трёх недель живут в море, затем мигрируют в мангры, устья рек и озёра.

## Разведение
Для разведения этих рыб, на мелководье рек и эстуариев ловят мальков и помещают их в пруды с высокой концентрацией водорослей. объёмы выращивания превышают 1 млн тонн. На рынки они поступают в свежем, высушенном или замороженном виде.
| Год                        | 2002 | 2003  | 2004  | 2005  | 2006  | 2007  | 2008  | 2009  | 2010  | 2011  | 2012  | 2013   | 2014   | 2015   | 2016   |
| Объёмы выращивания, тыс. т | 528  | 552,1 | 573,8 | 594,8 | 585,4 | 667,5 | 676,2 | 717,7 | 808,6 | 891,4 | 943,3 | 1044,2 | 1041,4 | 1115,1 | 1188,1 |

## Эволюционная история
В семействе Chanidae выделяют два подсемейства: Rubiesichthynae, включающее 2 вымерших рода Gordichthys  и Rubiesichthys (раннемеловые отложения Испании), и Chaninae с раннемеловыми родами Dastilbe (Бразилия и Экваториальная Гвинея), Parachanos (Габон) и Tharrhias (Бразилия). Последний род рассматривается как сестринский таксон рода Chanos.